# تراكمنيا (سلسلة)
تراكمنيا (بالإنجليزية: TrackMania)‏ ، هي سلسلة ألعاب فيديو إلكترونية من نوع سباقات السيارات، أنتج أول لعبة سنة 2003م، وستصدر اللعبة في السنة القادمة عام 2016م باسم تراكمنيا توربو.

## وصلات خارجية
- TrackMania 2 official website
- TrackMania Forever official website
- تراكمنيا (سلسلة) على مشروع الدليل المفتوح
- player portal official website